# 쏘카
쏘카(한국어: 쏘카, 영어: Socar)는 스마트폰 애플리케이션을 통해 카셰어링 서비스를 제공하는 영리기업이다.

## 연혁
- 2011년 11월 현대자동차그룹과 카셰어링 관련 MOU 체결
- 2011년 12월 자동차 대여업 개시 신고 완료
- 2012년 2월 홈페이지 오픈, 스마트폰 애플리케이션 출시
- 2012년 3월 카셰어링 서비스 공식 론칭
- 2015년 4월 카풀 애플리케이션 '쏘카풀'론칭[1]

## 요금 측정 방식
일반 렌터카의 직접 주유 방식과는 다르게 이동거리(km)당 주행요금이 부과되며, 주유시 결제는 반드시 차 내에 비치된 쏘카 카드로 진행해야 한다.
따라서, 렌터카처럼 주유 게이지를 맞춰서 반납해야하는 번거로움은 없지만 장거리 운행시 주행요금이 다소 비싸다는 지적이 있었다.

## 취급 품목
- 단기 렌터카
- 카풀서비스
- 전기차 시승

## 자동차 종류
모닝이나 스파크 같은 경차부터 그랜저 같은 대형 차량, 승합차 및 BMW 5시리즈와 X3 같은 외제 차량 등을 취급한다.

## 같이 보기
- 카셰어링
- 렌터카
- 공유경제
- 스타트업